# 菲奥多罗夫斯科耶农村居民点
菲奥多罗夫斯科耶农村居民点（俄语：Фёдоровское сельское поселение）是俄罗斯联邦布良斯克州罗格涅季诺区所属的一个农村居民点。其下辖有21个居民点，行政中心为戈比基。据2015年统计，该农村居民点的人口为1175人。